# Обрие, Клод
Клод Обрие (фр. Claude Aubriet, 1665 — 3 декабря 1742) — французский ботаник и художник, работавший в жанре ботанической иллюстрации.

## Биография
Клод Обрие родился в 1665 году.

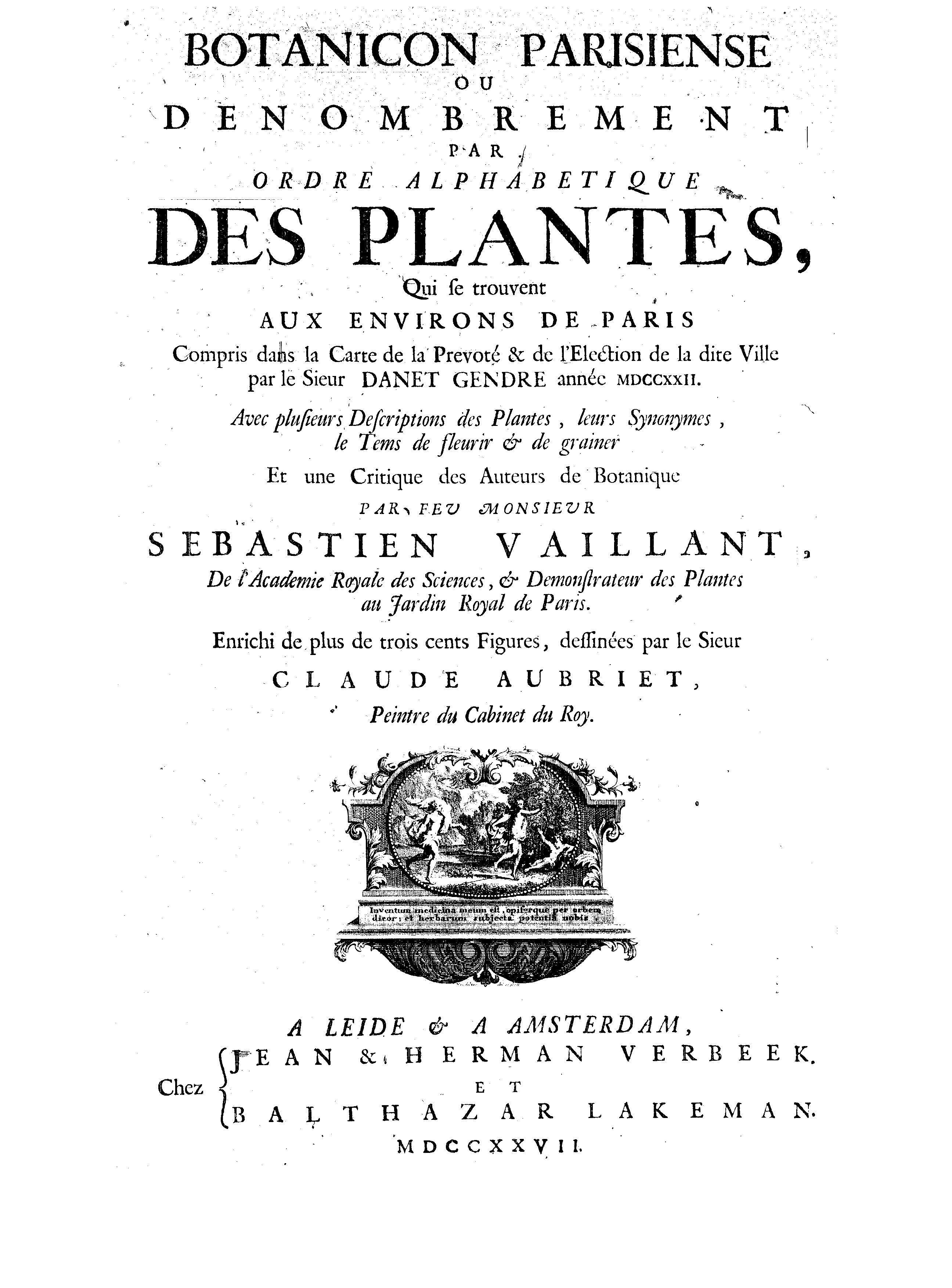
Страница издания Botanicon Parisiense, 1727 год

Он сопровождал на Ближнем Востоке французского ботаника Жозефа Питтона де Турнефора (1656—1708) и делал ботанические иллюстрации для его сочинения Éléments de botanique. Клод Обрие создавал ботанические иллюстрации для издания Botanicon Parisiense, 1727. Он также занимал должность ботанического иллюстратора в Королевском саду (ныне Сад растений), которую впоследствии передал своей ученице Мадлен Франсуазе Баспорт.
Клод Обрие умер в Париже 3 декабря 1742 года.

## Научная деятельность
Клод Обрие специализировался на Мохообразных.

### Работы
- Recueil de plantes, fleurs, fruits, oiseaux, insectes et coquillages, etc. peint en miniature sur vélin
- Papillons plantes et fleurs
- Plantes peintes à la gouache
- Recueil d’oiseaux

## Память
Мишель Адансон назвал в честь Клода Обрие род красивоцветущих травянистых растений Aubrieta (Обриета) из семейства Капустные.